# Маломеминское сельское поселение
Маломеминское се́льское поселе́ние (тат. Кече Мәме авылы җирлеге) — муниципальное образование в составе Кайбицкого района Татарстана.
Административный центр — село Малые Меми. В состав поселения входят 4 населённых пункта.

## География
По территории поселения протекает речка Имели, на берегу которой находится деревня Малалла. Речка впадает в Свиягу. Малые Меми находятся на берегах двух озёр.

## История
Маломеминский сельсовет был создан в 1927 году на территории Кайбицкого района. В 1959 году присоединён к Верхне-Аткозинскому сельсовету. В 1992 году Маломеминский сельсовет создан вновь. С 1995 года — Маломеминский Совет местного самоуправления. В 2006 году переименован в Маломеминское сельское поселение, которое получило статус муниципального образования.

## Населённые пункты
На территории поселения находятся следующие населённые пункты:
| Название                       | Тип населённого пункта       | Население |
| ------------------------------ | ---------------------------- | --------- |
| Малые Меми                     | Село, административный центр | 385       |
| Имянле-Буртас                  | Деревня                      | 158       |
| Малалла                        | Деревня                      | 54        |
| Новое Патрикеево (Красный Бор) | Посёлок                      | 6         |

## Население
| 2010 | 2011 | 2012 | 2013 | 2014 | 2015 | 2016 |
| ---- | ---- | ---- | ---- | ---- | ---- | ---- |
| 606  | ↘605 | ↘592 | ↘588 | ↘587 | ↘585 | ↘570 |
| 2017 | 2018 |      |      |      |      |      |
| ↘563 | ↘556 |      |      |      |      |      |

## Организации
На территории сельского поселения расположены:
- МОУ «Маломеминская основная общеобразовательная школа»;
- Маломеминский сельский дом культуры;
- Маломеминский фельдшерский пункт;
- Маломеминское отделение связи;
- Маломеминский МДОУ (ясли-сад);
- Буртасский сельский клуб;
- Буртасский фельдшерский пункт;
- Мечеть (д. Имянле-Буртас);
- филиал агрофирмы «Золотой Колос»;
- магазины.